# Marisol Palacios
Marisol Palacios Palacios (Asunción, 1964-Asunción, 9 de enero de 2024) fue una escritora, funcionaria, profesora y periodista paraguaya.

## Biografía
Marisol Palacios nació en el seno de una familia de escritores y artistas.
Estudió en letras y periodismo en la Universidad Nacional de Asunción. Trabajó como correctora y periodista especializada en cultura para el Diario ABC y como funcionaria para la Armada Paraguaya, que la condecoró por treinta años de servicio.
Falleció el 9 de enero de 2024 a los 59 años, luchando contra la enfermedad de Parkinson en el barrio de Varadero situado en la capital paraguaya.

## Libros
- Cuentos a dos voces
- Nueva cosecha
- Siembra y cosecha